# 大胸黑身脂鯉
大胸黑身脂鯉，為輻鰭魚綱脂鯉目脂鯉亞目頂器脂鯉科的其一種，分布於南美洲亞馬遜河及奧里諾科河流域，體長可達6.7公分，棲息在岩石底質水域，生活習性不明。